# Міна-Алтин-Тепе
Міна-Алтин-Тепе (рум. Mina Altân Tepe) — село у повіті Тулча в Румунії. Входить до складу комуни Стежару.
Село розташоване на відстані 199 км на схід від Бухареста, 47 км на південний захід від Тулчі, 68 км на північ від Констанци, 82 км на південний схід від Галаца.

## Населення
За даними перепису населення 2002 року у селі проживали 796 осіб, з них 794 особи (99,7%) румунів. Рідною мовою 794 особи (99,7%) назвали румунську.